# 茲布日察河
53°52′49″N 17°30′49″E / 53.8804°N 17.5137°E

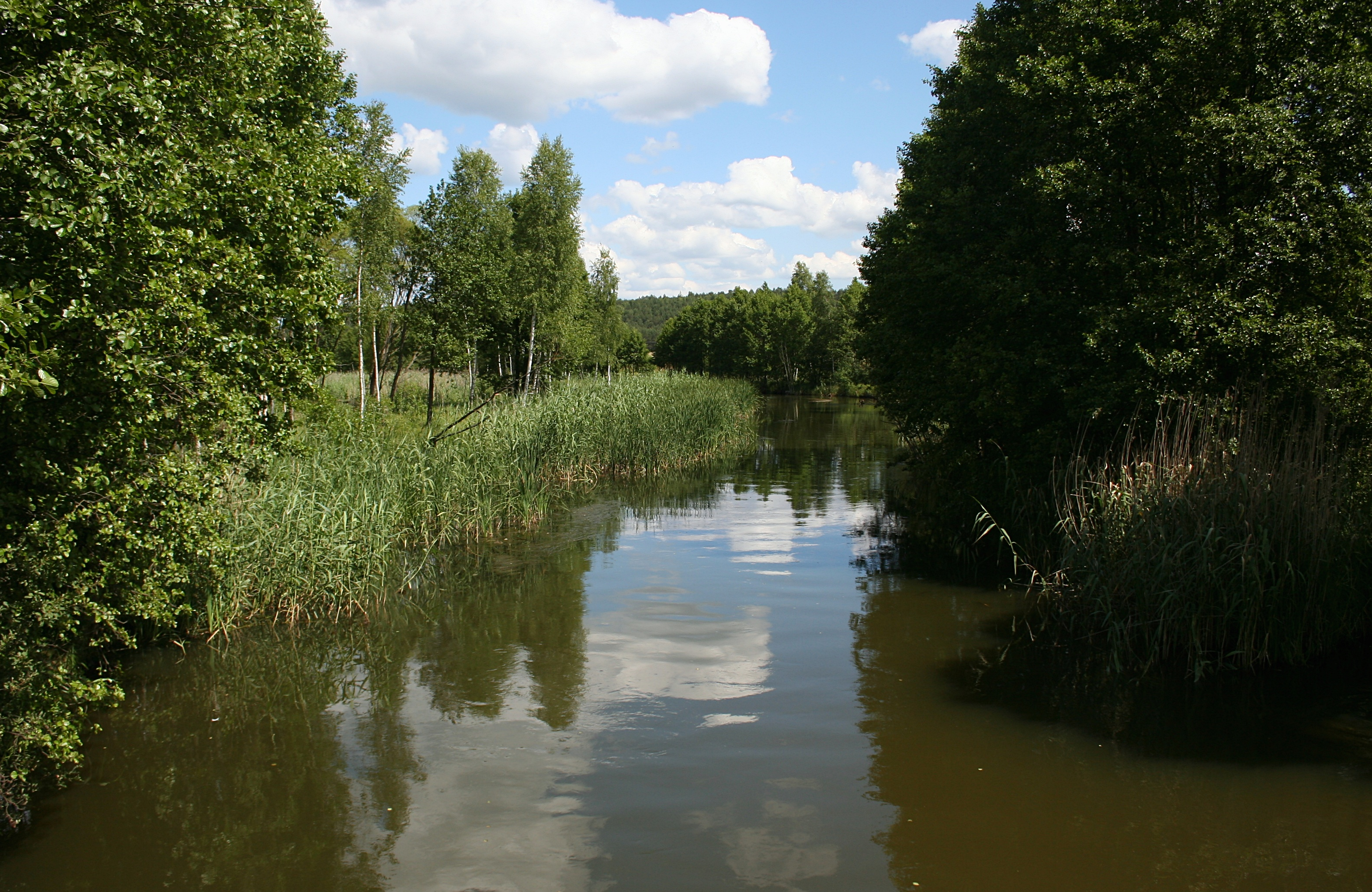

茲布日察河（波蘭語：Zbrzyca）是波蘭的河流，位於該國北部，處於濱海省，屬於布爾達河的左支流，河道全長49公里，流域面積448平方公里。